# (467166) 2016 ET107
(467166) 2016 ET107 es un asteroide perteneciente al cinturón de asteroides, descubierto el 17 de noviembre de 2009 por el equipo Spacewatch desde el Observatorio Nacional de Kitt Peak (Arizona, Estados Unidos).